# Pholcus zham
Pholcus zham är en spindelart som beskrevs av Zhang, Zhu och Song 2006. Pholcus zham ingår i släktet Pholcus och familjen dallerspindlar. Inga underarter finns listade i Catalogue of Life.